# Gianluca Di Laura
Gianluca Di Laura La Torre (Lima, Provincia de Lima, Perú, 30 de noviembre de 1990) es un futbolista italoperuano. Juega como defensa central.
Es sobrino del ex-tenista Carlos di Laura.

## Clubes
| Club                  | País                 | Año               |
| --------------------- | -------------------- | ----------------- |
| Total Chalaco F.C.    | Perú                 | 2010 - 2012       |
| Cobresol FBC          | Perú                 | 2012 - 2013       |
| Deportivo Municipal   | Perú                 | 2013 - 2015       |
| Atlético Minero       | Perú                 | 2015 - 2016       |
| Delfines del Este     | República Dominicana | 2017 - 2018       |
| Sport Victoria        | Perú                 | 2018 - 2019       |
| Atlético Pantoja      | República Dominicana | 2019 - 2020       |
| Deportivo Llacuabamba | Perú                 | 2020 - Actualidad |

## Palmarés
| Título                    | Club                | País | Año  |
| ------------------------- | ------------------- | ---- | ---- |
| Segunda División          | Deportivo Municipal | Perú | 2014 |
| Liga Dominicana de Fútbol | Atlético Pantoja    | Perú | 2019 |